# Sarvepalli Radhakrishnan

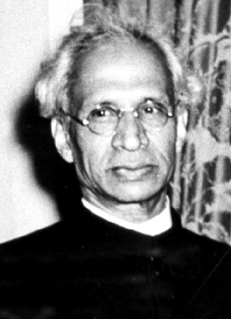
S. Radhakrishnan (1949)

Sarvepalli Radhakrishnan (Telugu సర్వేపల్లి రాధాకృష్ణన్, ; * 5. September 1888 in Tiruttani; † 17. April 1975 in Madras, Tamil Nadu) war ein indischer Philosoph und von 1962 bis 1967 Präsident der Republik Indien. Er gilt als bedeutender Religionsphilosoph und war ein Vordenker des Neohinduismus.

## Leben
Radhakrishnan wurde als Sohn des Sarvepalli Veeraswami und dessen Frau Sarvepalli Sita (Sitamma) geboren. Er wuchs in einer streng gläubigen Telugu-sprachigen hinduistischen Umgebung auf. Seine frühen Jahre verbrachte er in Thiruttani und Tirupati. Sein Vater war ein Finanzbeamter im niedrigen Dienst eines örtlichen Zamindar. Zunächst absolvierte er seine Grundschulausbildung an der K. V. High School in Thiruttani. Im Jahre 1896 wechselte er an die evangelisch-lutherische Missionsschule Hermansburg in Tirupati und sodann an die staatliche Sekundarschule in Walajapet. Von seinen Schulkollegen wurde er auch „Dr. Krishnan“ genannt.
Nach zwölfjähriger Erziehung an christlichen Missionsschulen studierte er Philosophie und graduierte sich im Jahre 1918 am Madras Christian College mit der Doktorarbeit The Ethics of the Vedanta and its Metaphysical Presuppositions. Von 1918 bis 1921 war er Professor der Philosophie an der University of Mysore, um dann im Jahre 1921 für zehn Jahre bis 1931 an die University of Calcutta zu wechseln. Er hatte von 1931 bis 1936 die Funktion des Vizekanzlers an der University of Andhra inne.
Es folgte ein Aufenthalt und Lehrtätigkeit im Vereinigten Königreich. So war er von 1936 bis zum Jahre 1952 Professor für östliche Religionen und Ethik an der Universität von Oxford. Parallel führten ihn seine Lehrtätigkeiten an University of Calcutta regelmäßig in seine Heimat, wo er von 1937 bis 1941 Professor der Philosophie war.
Ab 1939 bis 1948 übernahm er noch die Aufgaben als Vizekanzler der Banaras Hindu University und von 1953 bis 1962 das Amt als Kanzler an der University of Delhi. Im Jahre 1949 berief man ihn zum Botschafter Indiens in der Sowjetunion, wo er bis 1952 wirkte. Als weiteres politisches Amt war er von 1952 bis 1962 Vizepräsident Indiens. Von 1962 bis 1967 war er Präsident Indiens, er wurde als parteiloser Kandidat in indirekter Wahl mit einer Mehrheit von 98 % des Wahlkollegiums aus den beiden Kammern des Bundesparlaments und den Abgeordneten der Landesparlamente am 7. Mai 1962 gewählt.
Er erhielt unter anderem 1954 den deutschen Orden Pour le mérite für Wissenschaften und Künste, 1959 die Goetheplakette der Stadt Frankfurt am Main und 1961 den Friedenspreis des Deutschen Buchhandels.

## Auszeichnungen
- 1931: Ritterschlag (Sir Sarvepalli Radhakrishnan)
- 1954: erster Empfänger des Bharat Ratnas, des höchsten zivilen Verdienstordens Indiens
- 1962: Ehrenmitglied der British Academy[2]

## Veröffentlichungen (Auswahl)
- Indian Philosophy. 2 Bände. 1923–1927; 6. Auflage, Oxford 2000.
- The Philosophy of the Upanishads. 1924.
- An Idealist View of Life. 1932.
- Eastern Religions and Western Thought. 1939.
- East and West: Some Reflections. 1955.
- Brahma Sutra. The Philosophy of Spiritual Life. 1960.
- Meine Suche nach Wahrheit. 1961.